# Mogens Brix-Pedersen
Mogens Brix-Pedersen (født 22. marts 1930 i Roskilde, død 13. november 2002) var en dansk skuespiller, sceneinstruktør og lydbogsindlæser.
Han blev uddannet på Skuespillerskolen ved Odense Teater 1954–1956 og debuterede 2. april 1955 som H.C. Andersen i teaterstykket Skyggen.
Brix-Pedersen tog sig af alle sider af teatret som skuespiller, instruktør, scenograf og forfatter. I de sidste år var han freelance ved diverse film, TV- og radioopgaver. Selv om han til sidst ikke fik de mange tilbud fra film og scene – kom han i stedet i kontakt med et helt nyt publikum, nemlig lånere af bibliotekernes lydbøger, hvor Mogens Brix-Pedersen lagde stemme til. Han var derudover en glimrende tegner og var en socialt engageret kronik- og læserbrevsskribent.